# Source Music
La Source Music (쏘스뮤직?) è un'etichetta discografica sudcoreana fondata da So Sung-jin nel 2009. A luglio 2019, la compagnia è stata acquisita dalla Hybe Corporation, rendendola parte del termine collettivo "Hybe Labels". Attualmente, la Source Music gestisce il gruppo femminile Le Sserafim. Precedentemente è stata l'etichetta dei gruppi femminili Glam e GFriend, e della solista Kan Mi-youn.

## Storia

### 2009-2015: Fondazione e Glam
La Source Music è stata fondata nel 2009 dall'ex talent manager della SM Entertainment e presidente della H2 Entertainment So Sung-jin. La solista Kan Mi-youn (ex Baby Vox) è stata la prima artista sotto l'agenzia, entrando nel 2010 e pubblicando il suo singolo di debutto "Going Crazy". Il video musicale conteneva dei cameo di Lee Joon e Mir degli MBLAQ.
Nel 2012 le Glam sono state formate con una collaborazione tra l'agenzia e la Big Hit Entertainment. Erano composte da Dahee, Zinni, Miso, Jiyeon e Trinity. Successivamente all'abbandono di Trinity, hanno continuato come quartetto. Il gruppo è stato attivo sino al 2014, per poi sciogliersi nel 2015 dopo un grave scandalo di Dahee, che è stata condannata ad un anno di reclusione per estorsione. La vittima era l'attore Lee Byung-hun.

### 2015-presente: GFriend, acquisizione da parte della Hybe e Le Sserafim
Il primo gruppo femminile interamente della Source Music, le GFriend, ha debuttato il 15 gennaio 2015 con l'EP Season of Glass, con l'apripista "Glass Bead". Il gruppo era composto da Sowon, Yerin, Eunha, Yuju, SinB e Umji.
A luglio 2019 la Hybe Corporation (precedentemente conosciuta come Big Hit Entertainment) ha acquisito la Source Music, rendendola una sua sussidiaria, mantenendo però la sua dirigenza già esistente, così come il suo stile.
Le GFriend si sono sciolte quasi improvvisamente il 22 maggio 2021, dopo il termine dei loro contratti. Tutti i membri hanno lasciato l'agenzia.
Il 14 marzo 2022 gli ex membri delle Iz*One Chaewon e Sakura hanno firmato un contratto esclusivo con l'agenzia, debuttando poi il 2 maggio nelle Le Sserafim con l'EP Fearless. Il gruppo aveva originariamente 6 membri, Sakura, Chaewon, Yunjin, Kazuha, Garam e Eunchae. Tuttavia a luglio 2022 Garam ha lasciato sia il gruppo che l'agenzia dopo una controversia di bullismo scolastico.
Il 13 aprile 2022 l'etichetta ha ricevuto una multa di 3 milioni di won dalla Korea Personal Information Protection Commission, oltre che un'ordinanza per aver divulgato informazioni personali a parti terze e aver fallito a proteggerle. La Source Music ha utilizzato i questionari di Google per rimborsare le quote associative relative allo scioglimento del suo gruppo femminile GFriend. Inoltre le informazioni private di 22 partecipanti ai sondaggi sono state compromesse a causa dell'impropria diffusione dei risultati.

## Artisti
- Le Sserafim (dal 2022)

## Ex artisti
- 8Eight (2009–2014, co-gestita dalla Big Hit Music)
- Glam (2012–2015, co-gestita dalla Big Hit Music)
- Eden Beatz (2012–2015)
- MI.O (2014–2018)
- Kan Mi-youn (2009–2014)
- GFriend (2015–2021)